# Ville-le-Marclet
 Ville-le-Marclet  es una población y comuna francesa, en la región de Picardía, departamento de Somme, en el distrito de Amiens y cantón de Picquigny.

## Demografía
| 472 | 485 | 556 | 512 | 508 | 511 |
| Para los censos de 1962 a 1999 la población legal corresponde a la población sin duplicidades (Fuente: INSEE [Consultar]) |     |     |     |     |     |